# Pseudocyathoceras avis
Pseudocyathoceras avis is een rifkoralensoort uit de familie van de Turbinoliidae. De wetenschappelijke naam van de soort is voor het eerst geldig gepubliceerd in 1952 door Durham & Barnard.